# Élections sénatoriales de 2004 dans la Somme
Les élections sénatoriales dans la Somme ont eu lieu le dimanche 26 septembre 2004. Elles ont eu pour but d'élire les sénateurs représentant le département au Sénat pour un mandat de dix années.

## Contexte départemental
Lors des élections sénatoriales du 24 septembre 1995 dans la Somme, trois sénateurs ont été élus, un RPR et deux UDF.
Depuis, tous les effectifs du collège électoral des grands électeurs ont été renouvelés, avec les élections législatives françaises de 2002, les élections régionales françaises de 2004, les élections cantonales de 2001 et 2004 et les élections municipales françaises de 2001.

## Rappel des résultats de 1995
| Candidat et parti politique | Candidat et parti politique | Candidat et parti politique | Premier tour | Premier tour | Second tour | Second tour |
| Candidat et parti politique | Candidat et parti politique | Candidat et parti politique | Voix         | %            | Voix        | %           |
| --------------------------- | --------------------------- | --------------------------- | ------------ | ------------ | ----------- | ----------- |
|                             | Fernand Demilly             | UDF                         | 943          | 56,67        |             |             |
|                             | Marcel Deneux               | UDF                         | 643          | 38,64        | 766         | 46,99       |
|                             | Pierre Martin               | RPR                         | 514          | 30,89        | 719         | 44,11       |
|                             | Jacques Mossion             | UDF                         | 500          | 30,05        | 346         | 21,23       |
|                             | Jean-Claude Broutin         | UDF                         | 418          | 25,12        | 456         | 27,98       |
|                             | Christian Manable           | PS                          | 260          | 15,63        | 307         | 18,83       |
|                             | Gilbert Temmermann          | PS                          | 244          | 14,66        | Retrait     | Retrait     |
|                             | Jacques Fourdinier          | UDF                         | 226          | 13,58        | Retrait     | Retrait     |
|                             | Didier Cardon               | PS                          | 208          | 12,50        | Retrait     | Retrait     |
|                             | Jacques Gronnier            | DVD                         | 166          | 9,98         | Retrait     | Retrait     |
|                             | Guy Champion                | PCF                         | 133          | 7,99         | 277         | 16,99       |
|                             | Chantal Leblanc             | PCF                         | 131          | 7,87         | Retrait     | Retrait     |
|                             | René Lognon                 | PCF                         | 129          | 7,75         | Retrait     | Retrait     |
|                             | Hubert-Henry Thickett       | DVD                         | 73           | 4,39         | 36          | 2,21        |
|                             | Raynald Brasseur            | FN                          | 50           | 3,00         | 28          | 1,72        |
|                             |                             |                             |              |              |             |             |
| Inscrits                    | Inscrits                    | Inscrits                    | 1 726        | 100,00       | 1 726       | 100,00      |
| Abstentions                 | Abstentions                 | Abstentions                 | 21           | 1,22         | 21          | 1,22        |
| Votants                     | Votants                     | Votants                     | 1 705        | 98,78        | 1 705       | 98,78       |
| Blancs et nuls              | Blancs et nuls              | Blancs et nuls              | 41           | 2,40         | 75          | 4,40        |
| Exprimés                    | Exprimés                    | Exprimés                    | 1 664        | 96,38        | 1 630       | 94,38       |

## Sénateurs sortants
| Sénateur | Sénateur        | Parti | Fonctions lors de l'élection en 1995    |
| -------- | --------------- | ----- | --------------------------------------- |
|          | Marcel Deneux   | UDF   | Adjoint au maire de Beaucamps-le-Vieux  |
|          | Fernand Demilly | UDF   | Conseiller général                      |
|          | Pierre Martin   | UMP   | Conseiller général, maire d'Hallencourt |

## Présentation des candidats et des suppléants
Les nouveaux représentants sont élus pour une législature de 10 ans au suffrage universel indirect par les grands électeurs du département. Dans la Somme, les sénateurs sont élus au scrutin majoritaire à deux tours. Leur nombre reste inchangé, 3 sénateurs sont à élire. Ils sont 23 candidats dans le département, chacun avec un suppléant.
| T/S | Candidats | Candidats                                    | Parti   | Principale fonction                                                                                       |
| --- | --------- | -------------------------------------------- | ------- | --- |
| T S |           | Brigitte Descamps Noël Ricouard              | PCF     | Conseillère municipale d'Amiens Maire de Fressenneville                                                   |
| T S |           | Colette Finet Pierre Cuvillier               | PCF     | Adjointe au maire de Longueau                                                                             |
| T S |           | Jacques Pecquery Josette Rougerie            | PCF     | Maire et conseiller général de Gamaches                                                                   |
| T S |           | Marion Lepresle Marie-Claude Kancal          | Verts   | Conseillère municipale d'Amiens                                                                           |
| T S |           | Jacques Fleury Pierre Lineatte               | PS      | Maire de Roye Conseiller général de Péronne, adjoint au maire de Cartigny                                 |
| T S |           | Christian Manable Michel Boulogne            | PS      | Conseiller général de Villers-Bocage Maire et conseiller général de Roisel                                |
| T S |           | Annie Roucoux Philippe Arcillon              | PS      | Maire de Pont-Rémy Conseiller général de Moyenneville, adjoint au maire de Feuquières-en-Vimeu            |
| T S |           | Jacques Mournaud Olivier Metenier            | DIV     | |
| T S |           | Jean-Christophe Parisot Marie-Michèle Duflot | DIV     | |
| T S |           | Claude Deflesselle Jacques Quillet           | UDF     | Maire de Coisy Maire de Proyart                                                                           |
| T S |           | Fernand Demilly Philippe Beauvisage          | UDF     | Sénateur sortant, conseiller général d'Albert Conseiller général de Nouvion, maire de Buigny-Saint-Maclou |
| T S |           | Marcel Deneux Dominique Camus                | UDF     | Sénateur sortant Conseiller général de Combles, adjoint au maire de Ginchy                                |
| T S |           | Daniel Dubois José Sueur                     | UDF     | Président du conseil général de la Somme Maire et conseiller général de Rosières-en-Santerre              |
| T S |           | Olivier Bondois Renaud Le Mesre de Pas       | DVD     | |
| T S |           | Christian Vlaeminck Jean-Claude Leclabart    | DVD     | Maire et conseiller général de Doullens Maire de La Faloise                                               |
| T S |           | Alain Gest Laurent Somon                     | UMP     | Député Maire et conseiller général de Bernaville                                                          |
| T S |           | Hubert Henno Jean-Claude Billot              | UMP     | Conseiller général d'Amiens-Sud Maire de Ferrières                                                        |
| T S |           | Brigitte Lhomme Monique Thuilot              | UMP     | Conseillère générale d'Ailly-sur-Noye, maire de Rouvrel                                                   |
| T S |           | Pierre Martin Philippe Cheval                | UMP DVD | Sénateur sortant, maire et conseiller général d'Hallencourt Conseiller général de Chaulnes                |
| T S |           | Jean-Philippe Jardin Francis Magnier         | FN      | |
| T S |           | Jean-Francis Bocquillet Yves Dupille         | MNR     | |
| T S |           | Marie-Claire Bouvet Sylvain Michaud          | MNR     | |
| T S |           | Claude Dauby Jocelyne Hespel                 | MNR     | |

## Résultats
| Candidat et parti politique | Candidat et parti politique | Candidat et parti politique | Premier tour | Premier tour | Second tour | Second tour |
| Candidat et parti politique | Candidat et parti politique | Candidat et parti politique | Voix         | %            | Voix        | %           |
| --------------------------- | --------------------------- | --------------------------- | ------------ | ------------ | ----------- | ----------- |
|                             | Daniel Dubois               | UDF                         | 548          | 32,68        | 1 080       | 65,14       |
|                             | Pierre Martin               | UMP                         | 488          | 29,10        | 1 052       | 63,45       |
|                             | Marcel Deneux               | UDF                         | 463          | 27,61        | 1 016       | 61,28       |
|                             | Fernand Demilly             | UDF                         | 419          | 24,99        | Retrait     | Retrait     |
|                             | Jacques Fleury              | PS                          | 355          | 21,17        | 537         | 32,39       |
|                             | Christian Manable           | PS                          | 348          | 20,75        | 524         | 31,60       |
|                             | Alain Gest                  | UMP                         | 337          | 20,10        | Retrait     | Retrait     |
|                             | Annie Roucoux               | PS                          | 311          | 18,55        | Retrait     | Retrait     |
|                             | Hubert Henno                | UMP                         | 233          | 13,89        | Retrait     | Retrait     |
|                             | Christian Vlaeminck         | DVD                         | 213          | 12,70        | Retrait     | Retrait     |
|                             | Jacques Pecquery            | PCF                         | 140          | 8,35         | 501         | 30,22       |
|                             | Claude Deflesselle          | UDF                         | 121          | 7,22         | Retrait     | Retrait     |
|                             | Colette Finet               | PCF                         | 120          | 7,16         | Retrait     | Retrait     |
|                             | Brigitte Descamps           | PCF                         | 117          | 6,98         | Retrait     | Retrait     |
|                             | Brigitte Lhomme             | UMP                         | 105          | 6,26         | Retrait     | Retrait     |
|                             | Jean-Christophe Parisot     | DIV                         | 56           | 3,34         | Retrait     | Retrait     |
|                             | Marion Lepresle             | Verts                       | 34           | 2,03         | Retrait     | Retrait     |
|                             | Jean-Philippe Jardin        | FN                          | 21           | 1,25         | 32          | 1,93        |
|                             | Olivier Bondois             | DVD                         | 7            | 0,42         | Retrait     | Retrait     |
|                             | Jacques Mournaud            | DIV                         | 6            | 0,36         | 0           | 0,00        |
|                             | Jean-Francis Bocquillet     | MNR                         | 3            | 0,18         | Retrait     | Retrait     |
|                             | Claude Dauby                | MNR                         | 3            | 0,18         | Retrait     | Retrait     |
|                             | Marie-Claire Bouvet         | MNR                         | 2            | 0,12         | Retrait     | Retrait     |
|                             |                             |                             |              |              |             |             |
| Inscrits                    | Inscrits                    | Inscrits                    | 1 724        | 100,00       | 1 725       | 100,00      |
| Abstentions                 | Abstentions                 | Abstentions                 | 16           | 0,93         | 3           | 0,17        |
| Votants                     | Votants                     | Votants                     | 1 708        | 99,07        | 1 722       | 99,83       |
| Blancs et nuls              | Blancs et nuls              | Blancs et nuls              | 31           | 1,81         | 64          | 3,72        |
| Exprimés                    | Exprimés                    | Exprimés                    | 1 677        | 98,19        | 1 658       | 96,28       |

## Inscriptions aux groupes parlementaires
| Sénateur | Sénateur      | Parti | Groupe                            |
| -------- | ------------- | ----- | --------------------------------- |
|          | Marcel Deneux | UDF   | Union centriste                   |
|          | Daniel Dubois | UDF   | Union centriste                   |
|          | Pierre Martin | UMP   | Union pour un mouvement populaire |